# 刘昊然
劉昊然（1997年10月10日—），本名劉源，男，中国大陆演員，16歲出道，17歲以全國第一的成績考入中央戲劇學院表演系；20歲主演的電影《唐人街探案2》刷新了中國2D電影票房紀錄；21歲獲百花獎最佳男主角提名，創下最年輕影帝提名紀錄；22歲擔任2020年中國金雞百花電影節形象大使，同年主演電影票房累計突破100億人民幣，成為中國最年輕的百億影人。23歲主演的電影《唐人街探案3》上映前創下超過10億人民幣的史上最高預售紀錄。依據貓眼統計，截至2023年1月，劉昊然主演電影票房累計達179.35億人民幣。
2014年演出電影《北京愛情故事》首次映入觀眾眼簾；2015年，主演懸疑電影《唐人街探案》票房成績優異，憑該片獲得華鼎獎最佳新人獎；2016年主演網絡青春劇《最好的我們》大受歡迎，被稱為國民初戀；2017年主演的電視劇《瑯琊榜之風起長林》播出，角色深入人心，演技廣受好評；2018年主演的電影《唐人街探案2》在當年度取得中國電影史上排名第三的票房。

## 演藝經歷
1997年10月10日，刘昊然出生在河南省平頂山市，父亲是一名公司高层管理，母亲是一名京剧演员。2006年春節期間曾登上中央電視台少兒频道春节晚会表演，並獲得獎項。小學畢業後考取北京舞蹈學院附屬中學，11歲就隻身前往北京求學，養成獨立堅強的性格。
2014年，經陳思誠導演發掘，參演電影《北京愛情故事》出道，憑該片獲得第21屆北京大學生電影節最佳新人獎提名。
2015年主演懸疑喜劇電影《唐人街探案》打開知名度，以該片獲得華鼎獎最佳新人獎、中国电影指数盛典最佳银幕新锐演员奖，並提名第19届上海国际电影节亚洲新人奖、最佳男演员和第24届上海影评人奖最佳新人男演员奖。同年加盟國防教育特別節目《真正男子漢》，當時他年僅17歲，白天進行拍攝與軍事訓練，晚上埋首讀書、寫模擬試題，最終以藝考生文化、專業科目雙料全國第一的成績考入中央戲劇學院表演系。
2016年，主演青春校園劇《最好的我們》，該劇播出後廣受好評，被網友稱為國民初戀、國民弟弟。
2017年底，主演的《瑯琊榜之風起長林》播出，成功詮釋一位前期飛揚跳脫，在遭遇巨變後轉而沉穩內斂的少年將軍。同年10月出版自傳類書籍《見風》，並於10月至11月間在北京舉辦個人攝影展。同年參演由陳凱歌執導的電影《妖貓傳》上映；陳凱歌在接受採訪時表示：「他身上有一種清純之氣，一種神采，一見著他就會挺喜歡他。」對他的演技和敬業態度也大表讚賞，在《妖貓傳》之後，兩年內連續執導兩部電影都找他擔任主演。
2018年主演的《唐人街探案2》，票房近34億人民幣，刷新了中國2D電影和喜劇電影票房紀錄，吸引大量粉絲；並憑該片入圍中國電影百花獎最佳男主角。  
2019年，獲義大利政府邀請，成為義大利官方旅遊形象大使，赴義大利拍攝旅遊推廣影片。2、3月間，赴非洲拍攝保護野生動物的紀錄片。4月，入選福布斯（Forbes）2019年度亞洲「30 under 30」（30位30歲以下菁英）榜單。在不間斷忙碌幾年後，這一年休了較長的假期，旅遊歐洲、非洲；也考取了駕照，之後拍攝《唐人街探案3》期間，並在日本取得了國際駕照。10月，主演電影《我和我的祖國》上映，飾演蒙古流浪青年，突破性的造型和表演引起網友熱議，並入圍2019年電影頻道M榜最具突破男演員獎。
2020年9月，擔任中國金雞百花電影節形象大使；10月，主演由陳思誠導演所執導的電影《我和我的家鄉》中《天上掉下個UFO》單元；以及陳可辛監製、許宏宇導演的電影《一點就到家》皆於十一黃金檔上映，10月3日，其主演電影累積票房達100億人民幣，成為中國第九位也是最年輕的百億影人。
2020年9月，参加公开招聘考试，成为国家A级表演院团中国煤矿文工团編制話劇演员。
2021年2月，主演的電影《唐人街探案3》在大年初一上映，上映前夕預售票房超過10億人民幣，創下中國電影史上最高預售紀錄。2月14日，主演電影票房累計突破150億人民幣，是中國影人中第五位達到此票房記錄者。依據貓眼統計，截至2021年7月11日，劉昊然主演電影票房累計達172.9億人民幣，位列中國影史第二名。7月，主演電影《平原上的摩西》（後改名平原上的火焰）入圍西班牙聖塞巴斯蒂安國際電影節主競賽單元，其後該片陸續入圍6個國際電影節。11月其攝影作品參與在上海攝影藝術中心舉辦的《人參果攝影展》。12月，作為代表參與中國文聯第十一次全國代表大會。
主演的電影《燃冬》入圍第76屆坎城影展「一種關注」官方單元於2023年5月21日進行首映，同年8月22日在中國大陸公映。
2025年1月, 主演的賀歲電影《唐探1900》票房超過30億人民幣, 助他累計電影票房破200億人民幣，成為中國影史上首位突破200億人民幣票房的90後男星。

## 影视作品

### 電影
| 上映年度 | 片名             | 角色                       | 備註                  |
| 2014年   | 北京愛情故事     | 宋歌                       |                       |
| 2015年   | 栀子花开         | 主持人                     | 客串                  |
| 2015年   | 唐人街探案       | 秦風                       |                       |
| 2017年   | 大鬧天竺         | 二郎神                     | 客串                  |
| 2017年   | 建軍大業         | 粟裕                       |                       |
| 2017年   | 妖貓傳           | 白龍                       |                       |
| 2018年   | 唐人街探案2      | 秦風                       |                       |
| 2018年   | 幸福馬上來       | 马晓                       | 友情客串              |
| 2019年   | 馴龍高手3        | 小嗝嗝·阿倫德斯·哈德克三世 | 中國大陸版配音        |
| 2019年   | 雙生             | 李品                       | [ 5 ]                 |
| 2019年   | 我和我的祖国     | 沃德樂                     | 單元「白晝流星」      |
| 2020年   | 我和我的家乡     | 小秦                       | 單元「天上掉下个UFO」 |
| 2020年   | 一点就到家       | 魏晋北                     |                       |
| 2021年   | 唐人街探案3      | 秦風                       |                       |
| 2021年   | 少林寺之得宝传奇 | 太子                       | 友情客串，網絡電影    |
| 2021年   | 1921             | 劉仁靜                     |                       |
| 2021年   | 穿过寒冬拥抱你   | 張哲                       | 友情客串              |
| 2022年   | 四海             | 吳仁耀                     |                       |
| 2023年   | 燃冬             | 浩豐                       |                       |
| 2024年   | 解密             | 容金珍                     |                       |
| 2025年   | 唐探1900         | 秦福                       |                       |
| 2025年   | 平原上的火焰     | 庄樹                       |                       |
| 2025年   | 南京照相馆       | 苏柳昌（阿昌）             |                       |
| 待上映   | 少年时代         |                            |                       |
| 待上映   | 我的朋友安德烈   |                            |                       |
| 待上映   | 魔方小姐         |                            |                       |
| 待上映   | 得闲谨制         |                            |                       |

### 電視劇/網絡劇
| 首播年度 | 劇名             | 角色             | 備註                     |
| 2015年   | 廢柴兄弟3        | 刘昊然           | 網絡劇，客串第4集        |
| 2016年   | 最好的我們       | 淮               | 主演                     |
| 2017年   | 深夜食堂         | 小杨老师         | 客串第3、4集             |
| 2017年   | 琅琊榜之風起長林 | 萧平旌           | 主演                     |
| 2018年   | 远大前程·双龙会  | 霍震霄           | 網絡劇 番外篇主演        |
| 2019年   | 九州縹緲錄       | 吕归尘（阿蘇勒） | 主演                     |
| 2020年   | 唐人街探案       | 秦風             | 網絡劇，以彩蛋的方式出现 |
| 2022年   | 县委大院         | 青年梅曉歌       | 客串                     |
| 2024年   | 唐人街探案2      | 秦風             | 網絡劇，客串             |
| 待播     | 萬古最強宗       | 沈磊             | 網絡劇，客串             |

### 話劇
| 演出年度 | 劇名       | 角色   | 備註                                                         |
| 2021年   | 手機       |        | 小品/2月14日文藝中國云藝薈（與賈雨嵐）                       |
| 2021年   | 血沃中華   | 董存瑞 | 5月27日至29日在北京國家大劇院演出                            |
| 2025年   | 温暖的味道 | 孙光明 | 5月31日起至7月27日在多個地方如上海、成都、宁波、深圳等地演出 |

## 綜藝節目

### 嘉宾
| 播出日期 | 播出日期              | 綜藝名稱           | 播放平台 | 備註                                                                   |
| 2014年   | 5月31日               | 快乐大本营         | 湖南卫视 | 六一特别節目《少年，少年》                                             |
| 2015年   | 4月3日                | 我是歌手2015巔峰會 | 湖南卫视 | 嘉賓                                                                   |
| 2015年   | 5月1日                | 真正男子漢         | 湖南卫视 | 國防教育特别節目，20150501-20150718共12期，最年少常駐嘉賓              |
| 2015年   | 5月9日                | 快乐大本营         | 湖南卫视 | 《真正男子漢》宣傳                                                     |
| 2015年   | 9月6日                | 快乐大本营         | 湖南卫视 | 80、90小鮮肉對抗赛                                                     |
| 2015年   | 10月16日              | 大牌對王牌         | 爱奇艺   | 《唐人街探案》電影前期宣傳                                             |
| 2015年   | 11月14日              | 快乐大本营         | 湖南卫视 | 《唐人街探案》電影宣傳                                                 |
| 2015年   | 12月2日               | 暴走腦殘師兄       | 优酷视频 | 10個動漫迷都该知道的细節                                               |
| 2015年   | 12月26日              | 一年級·大學季      | 湖南卫视 | 《唐人街探案》電影宣傳，續集選角                                       |
| 2016年   | 1月1日                | 天天向上           | 湖南卫视 | “天天小兄弟”成员，《唐人街探案》電影宣傳                               |
| 2016年   | 1月1日                | 大牌對王牌         | 爱奇艺   | 《唐人街探案》電影宣傳                                                 |
| 2016年   | 1月8日                | 天天向上           | 湖南卫视 | “天天小兄弟”成员，特别节目                                             |
| 2016年   | 3月4日                | 天天向上           | 湖南卫视 | “天天小兄弟”成员，關愛鄉村教師特辑                                     |
| 2016年   | 4月1日                | 王牌對王牌         | 浙江卫视 | 王牌"荧幕情侣"PK"现实夫妻"                                             |
| 2016年   | 4月9日                | 快乐大本营         | 湖南卫视 | 網劇 《最好的我們》 宣傳                                               |
| 2016年   | 4月22日               | 王牌對王牌         | 爱奇艺   | 網劇 《最好的我們》 宣傳                                               |
| 2016年   | 4月24日               | 明星大偵探         | 芒果TV   | 第一季第四案「人魚之泪」                                               |
| 2016年   | 5月17日               | 大学生来了         | 爱奇艺   | 探讨高考和大学生活对于年轻人的意义                                     |
| 2016年   | 7月6日                | 拜托了冰箱         | 腾讯视频 | 嘉宾                                                                   |
| 2016年   | 7月13日               | 拜托了冰箱         | 腾讯视频 | 嘉宾                                                                   |
| 2016年   | 10月15日              | 快乐大本营         | 湖南卫视 | 《萌宠来了》特辑嘉賓                                                   |
| 2016年   | 11月11日              | 天天向上           | 湖南卫视 | 一叶子面膜专场                                                         |
| 2017年   | 4月1日                | 高能少年团         | 浙江卫视 | 20160401-20160624共12期，固定主持                                      |
| 2017年   | 8月5日                | 快乐大本营         | 湖南卫视 | 20周年特别节目                                                         |
| 2017年   | 12月9日               | 快乐大本营         | 湖南卫视 | 《远大前程》电视剧宣传                                                 |
| 2018年   | 2月9日                | 王牌對王牌         | 浙江卫视 | 《唐人街探案2》电影宣传                                                |
| 2018年   | 2月10日               | 快乐大本营         | 湖南卫视 | 《唐人街探案2》电影宣传                                                |
| 2018年   | 2月13日               | 今夜现场秀         | 东方卫视 | 《唐人街探案2》电影宣传                                                |
| 2018年   | 2月23日               | 今夜现场秀         | 东方卫视 | 《唐人街探案2》电影宣传                                                |
| 2018年   | 10月26日              | 明星大侦探         | 芒果TV   | 第四季先导片                                                           |
| 2018年   | 11月2日               | 明星大侦探         | 芒果TV   | 第四季第一案“逃出无名岛”                                               |
| 2018年   | 11月9日               | 明星大侦探         | 芒果TV   | 第四季第二案“逃出无名岛II”                                             |
| 2019年   | 1月11日               | 明星大侦探         | 芒果TV   | 第四季第十一案“頭號玩家之塑料朋友”                                     |
| 2019年   | 1月18日               | 明星大侦探         | 芒果TV   | 第四季第十二案“頭號玩家之誰是真兇”                                     |
| 2019年   | 1月25日               | 明星大侦探         | 芒果TV   | 第四季第十三案“頭號玩家之密室破案”                                     |
| 2019年   | 12月13日              | 明星大侦探         | 芒果TV   | 第五季第五案“天台上的罪惡”                                             |
| 2020年   | 1月4日                | 快乐大本营         | 湖南卫视 | 偵探請就位（電影《唐人街探案3》宣傳）                                  |
| 2020年   | 1月17日               | 明星大偵探         | 芒果TV   | 第五季第十案“探案唐人街”                                               |
| 2020年   | 1月24日               | 明星大偵探         | 芒果TV   | 第五季“新春特輯”                                                       |
| 2020年   | 1月24日               | 明星大偵探         | 芒果TV   | 第五季第十一案“北方慢車疑案I”                                          |
| 2020年   | 1月31日               | 明星大偵探         | 芒果TV   | 第五季第十二案“北方慢車疑案II、III”                                    |
| 2020年   | 2月7日                | 明星大偵探         | 芒果TV   | 第五季收官聚會                                                         |
| 2020年   | 9月16日               | 密室大逃脫         | 芒果TV   | 第二季第十二期“神秘寫真”[為《明星大偵探》中的三位偵探之一，來自2020年] |
| 2020年   | 9月23日               | 密室大逃脫         | 芒果TV   | 第二季收官“驚喜加更”                                                   |
| 2020年   | 12月24日—2021年1月1日 | 明星大侦探第六季   | 芒果TV   | 第1-2期                                                                |
| 2021年   | 4月11日—7月11日       | 恰好是少年         | 騰訊視頻 | 常駐嘉賓（8期+不定期番外）                                             |
| 2022年   | 4月28日—5月6日        | 大侦探7            | 芒果TV   | 第10-11期                                                              |
| 2023年   | 3月23日-至今          | 大侦探8            | 芒果TV   | 第9-12期                                                               |
| 2024年   | 3月23日-至今          | 大侦探9            | 芒果TV   | 第11-12期                                                              |
| 2024年   | 5月15日-8月14日       | 魔方新世界         | 芒果TV   | 第2-4, 9-11期                                                          |

### 主持
| 日期           | 節目名稱                         | 主持搭檔                               |
| 2016年4月10日  | 中国电影导演协会2015年度表彰大会 | 栗坤、董子健                           |
| 2016年11月10日 | 2016天猫双11狂欢夜               | 华少、侯佩岑、黄子佼、欧弟、李沁、沈凌 |

## 音樂作品
| 日期           | 性質                        | 歌曲名稱     | 備註                     |
| 2015年5月1日   | 《真正男子漢》主題曲        | 渴望光榮     | 與其他嘉賓合唱           |
| 2016年2月1日   | 《苏宁易购》广告主题曲      | 猴厉嗨       | 與吴莫愁合唱             |
| 2017年3月31日  | 《高能少年團》主題曲        | 驕傲的少年   | 與其他嘉賓合唱           |
| 2018年1月31日  | 《唐人街探案2》拜年歌曲     | 粉紅色的回憶 | 與王寶強合唱             |
| 2019年11月21日 | 第28屆金雞獎主題曲          | 星辰大海     | 與32位青年演員合唱       |
| 2019年12月15日 | 第8屆中國大學生電影節主題曲 | 夢想         | 與其他嘉賓合唱           |
| 2020年         | 《唐人街探案3》拜年歌曲     | 恭喜发财     | 與刘德华、王寶強合唱     |
| 2021年         | 《平原上的火焰》推廣歌曲    | 漠河舞廳     | 與周冬雨、袁弘、梅婷合唱 |

## 書籍
| 年份   | 書籍名稱 | 出品方                                         | 出版社           | 備註                               |
| 2017年 | 《見風》 | 刘昊然工作室、一本工作室、北京磨铁图书有限公司 | 中国友谊出版公司 | 分為「风暴版」及「通售版」兩種版本 |

## 慈善公益活動
- 2015年12月，刘昊然响应并参加“减衣挑战”慈善活动，义不容辞为山区孩子们传递温暖，希望更多人关注到山区的孩子们并为爱添一度。[37]
- 2016年6月2日，他成为陈坤发起的心灵公益建设类项目“行走的力量”2016年行走的力量第00004位行者，用温暖笑容传递力量，演绎2016年行走的力量“让心开出花来”的主题。[38]
- 2016年8月下旬，他参加2016芭莎明星慈善夜联合蘑菇街举办的“蘑力慈善，为爱时尚”慈善卫衣义卖活动，义卖所得的收入全部捐献给芭莎公益慈善基金。
- 2016年8月26日，他联合时尚芭莎和一直播进行“画出生命线”公益直播，该直播产生的所有收益全部捐献给“Bazzar明星慈善夜”思源·芭莎贫困县救护车项目。[39]
- 2017年3月28日，刘昊然成为“一本爱心”第三季图书公益活动爱心大使，身体力行并号召粉丝与观众朋友们给偏远山区孩子捐书。[40]
- 2017年5月8日，欧莱雅集团旗下品牌淳萃与其呵护大使刘昊然一起携手泰瑞环保共同启动“爱满空瓶”环保公益项目，该项目最后制作成崭新的课桌椅捐赠给光爱学校的孩子们，以环保零废再造的方式帮助他们营造更加良好的学习生活环境，并提高消费者的环保意识。[41]
- 2017年5月18日，他以网易新闻公益朗读者的身份助力“给TA一本书”公益项目，号召大家关爱“星星的孩子”，读新闻，捐图书，让更多有需要的孩子们读上好书。[42]
- 2017年10月底，刘昊然发起“我是你的眼”导盲犬公益助盲计划，亲手绘制的百狗图制作成明信片，全部收益捐献给郑州市爱心导盲犬服务中心，以爱之名携手公益。[43]
- 2018年3月1日，刘昊然成为公益梦想助力官，为大学生创造更多机会，让年轻的思想发光。9月，参与“Made Better”全球公益运动，携手中国儿童少年基金会发起“为EYE发声”白内障儿童关爱项目，将实施白内障复明行动，帮助减缓因贫困无法治疗引发的白内障致盲现象 。12月，参加CCTV6电影频道主办的“脱贫攻坚战星光行动”。
- 2020年1月26日，劉昊然個人向中華思源工程扶貧基金會捐款支援國家抗擊新冠肺炎疫情，同時，劉昊然領銜主演的《唐人街探案3》劇組也為新冠肺炎疫情捐款；1月31日，劉昊然向韓紅愛心慈善基金會捐款馳援武漢新冠肺炎疫情；2月2日，劉昊然又為家鄉平頂山捐款援助新冠肺炎疫情。
- 2021年7月，劉昊然為河南暴雨災區捐款100萬人民幣；並被民眾拍到其載運物資到河南災區，全程低調戴口罩不欲人知。
- 2022年9月，刘昊然擔任WWF世界自然基金會氣候行動大使，為關懷地球生態、推廣碳中和行動拍攝公益廣告。

### 特殊記事
- 2018年一位粉絲的父親患恶性淋巴瘤，因經濟困難，该粉丝發布了众筹，随后有人私信要了账号后给其转账了很大一笔钱，汇款人是刘源（刘昊然本名）。此事原本無人知曉，該粉絲在2019年6月發布微博公開向劉昊然致謝，大眾才知悉此事。

## 獎項與榮譽

### 獎項
| 年度   | 日期     | 頒獎典禮                       | 作品             | 獎項                 | 結果 |
| 2014年 | 5月10日  | 第21届北京大學生電影節         | 《北京愛情故事》 | 最佳新人獎           | 提名 |
| 2016年 | 3月25日  | 第24届上海影评人奖             | 《唐人街探案》   | 最佳新人男演员奖     | 提名 |
| 2016年 | 6月19日  | 第19届上海国际电影节           | 《唐人街探案》   | 亚洲新人奖最佳男演员 | 提名 |
| 2016年 | 9月7日   | 第20届华鼎奖                   | 《唐人街探案》   | 最佳新人奖           | 獲獎 |
| 2016年 | 11月18日 | 第16屆華語電影傳媒大奖         | 《唐人街探案》   | 最受矚目男演員獎     | 提名 |
| 2016年 | 11月18日 | 第16屆華語電影傳媒大奖         | 《唐人街探案》   | 最受矚目表演獎       | 提名 |
| 2018年 | 11月10日 | 第34届大众电影百花奖           | 《唐人街探案2》  | 最佳男主角           | 提名 |
| 2018年 | 11月28日 | COSMO時尚美麗盛典              | 不適用           | 年度閃耀美麗偶像獎   | 獲獎 |
| 2018年 | 12月1日  | 愛奇藝尖叫之夜                 | 不適用           | 年度銀幕人氣藝人     | 獲獎 |
| 2018年 | 12月4日  | 第十五屆MAHB年度先生盛典       | 不適用           | 年度最受歡迎藝人     | 獲獎 |
| 2018年 | 12月12日 | 2018芭莎男士商業星力量年度盛典 | 不適用           | 年度卓·悅藝人        | 獲獎 |
| 2020年 | 1月4日   | 2019電影頻道M榜                | 《我和我的祖國》 | 最具突破男演員       | 提名 |
| 2020年 | 1月11日  | 2019微博之夜                   | 不適用           | 年度人氣藝人         | 獲獎 |
| 2022年 | 7月30日  | 第36届大众电影百花奖           | 《1921》         | 最佳男配角           | 提名 |

### 榮譽
| 日期           | 名稱                          | 獎項             | 作品       |
| 2016年9月18日  | 搜狗網址導航                  | 人氣王桂冠       |            |
| 2016年11月6日  | 2016明星勢力榜                | 年度人物         |            |
| 2016年11月14日 | 2016最美表演                  | 首位演員         | 唐人街探案 |
| 2016年12月3日  | 2016時尚先生                  | 年度人物         |            |
| 2017年1月31日  | 2016 CCTV6电影频道M数据人气王 | 年度最佳新人演员 |            |
| 2017年9月22日  | 2017福布斯中國名人榜          | 第89名           |            |
| 2019年8月20日  | 2019福布斯中國名人榜          | 第19名           |            |
| 2020年8月27日  | 2020福布斯中國名人榜          | 第18名           |            |
| 2020年8月28日  | 第35屆中國大眾電影百花獎      | 形象大使         |            |
| 2020年12月4日  | GQ年度人物盛典                | 年度向上力量     |            |
| 2020年12月30日 | 2020電影頻道M榜               | 年度期待影人     |            |
| 2021年6月12日  | 2021微博電影之夜              | 年度突破男演員   |            |

## 外部連結
- 刘昊然的新浪微博
- 刘昊然的Instagram帳戶